# Гніздище (Мядельський район)
Гніздище (біл. Гнездышче, рос. Гнездище) — село в складі Мядельського району Мінської області, Білорусь. Село підпорядковане Старогабській сільській раді, розташоване в північній частині області.
засноване орієнтовно кінець 18 століття переселенцями з сусіднього села Місуни. Всі мешканці мали фамілію Місуна (Місун, або рос. - Місуно), що є похідним від балтського аналога імені Михайло.  За легендою, перший поселенець ховався від армії тож змушений був шукати житло серед боліт, знайшов суху підвищену ділянку де жили вовки. Вважалося що таке місце вдало підходить для поселення.
Серед вихідців з села - академік Місуно Аркадій (Україна), дитячі письменники, художники. Один з вихідців був репресований у 1938 році як агент польської розвідки (Місуно Левон Устинович)